# 伍藻池

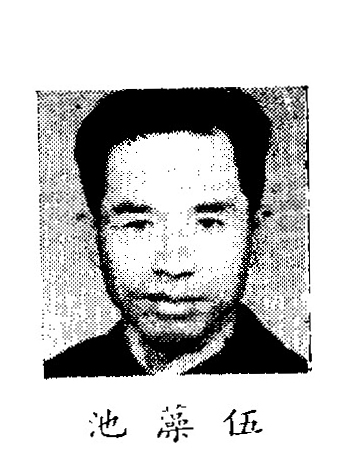
伍藻池近照

伍藻池（1903年—？）广东台山人。中华民国政治人物。

## 生平
伍藻池生于1903年（清光绪二十九年）。早年留学美国，获约翰·霍普金斯大学政治学博士学位。归国后，曾任广东国民大学法学院教授。1946年，当选制宪国民大会中国民主社会党代表。1947年3月，任立法院立法委员。后来，伍藻池移居美国。